# Büntetőeljárás Donald Trump ellen okirathamisítás vádjával
2023. március 30-án egy manhattani vádesküdtszék vádat emelt az Egyesült Államok 45. elnöke (2017–2021), Donald Trump ellen, amiért a 2016-os elnökválasztás előtt hallgatási pénzt fizetett Stormy Daniels pornószínésznőnek, aminek részeként meghamisítottak hivatalos dokumentumokat, hogy elrejtsék a pénzt. Ő az első amerikai elnök, akit valaha vád alá helyeztek. Trump 34 csalással kapcsolatos bűncselekmény vádjával áll szemben, első meghallgatásán azt vallotta, hogy nem bűnös. A maximális kiszabható büntetés vádanként 4 év börtönbüntetés (így a legnagyobb büntetés, amit a volt elnök kaphat, 136 év). Minden vádpontban bűnösnek találták, a büntetésről eredetileg július 11-én döntött volna Juan Merchan bíró, de az immunitási ügy döntése után szeptember 18-ig, majd később november 26-ig halasztotta. A 2024-es választások után eleinte felfüggesztették az ügyet, majd január 10-re ismét kitűzték az elítélést.
A vádemelés a New York-i Legfelsőbb Bíróságon történt március 30-án, és tartalma április 4-én lett nyilvános, miután a vádlott feladta magát. Ujjlenyomatait egy New York-i bíróságon készítették el és az utaztatásában részt vett a titkosszolgálat is. Trump, aki Floridában lakik, New Yorkba utazott április 3-án, hétfőn, majd másnap történt meg letartóztatása, és részt vett első meghallgatásán. Ezt követően szabadon engedték, és visszatért Floridába. A tárgyalás 2024 májusában zajlott lett, döntést május 30-án hozott az esküdtszék.
A nyomozás során többször is szóban bántalmazta az államügyészt, Alvin Bragget. Trump azt nyilatkozta, hogy az ügytől függetlenül továbbra is indulni fog az elnökválasztáson 2024-ben. A vádemelésnek nagy befolyása lehet a választásra és Trump kampányára, annak ellenére, hogy még az se akadályozná meg az indulásban, ha elítélik. Trump és tanácsadói azt nyilatkozták, hogy meglepte őket a vádemelés, hiszen azt még hetekig vagy egyáltalán nem várták.

## Háttér

### A Stormy Daniels-botrány

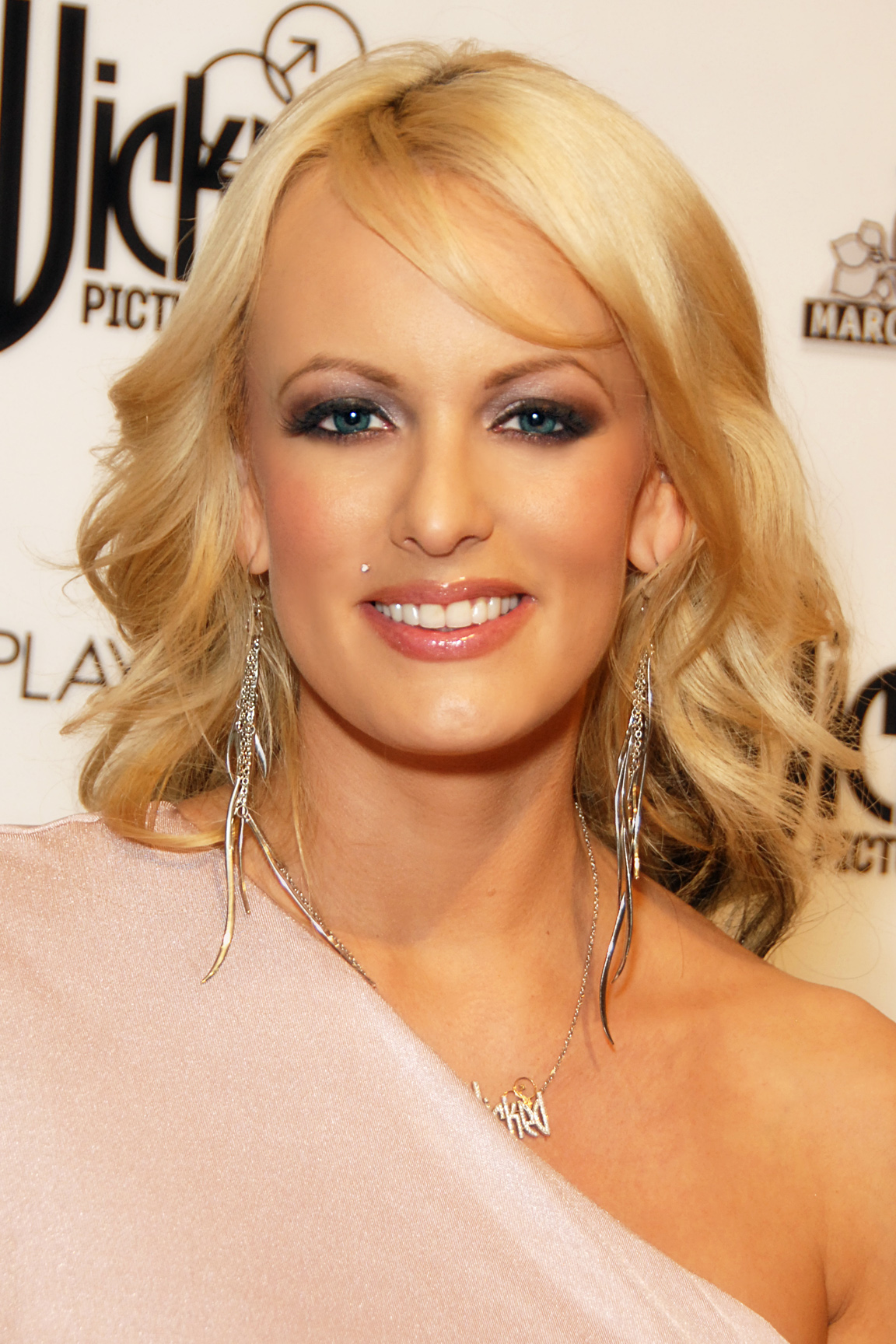
Trump ellen az volt a vád, hogy meghamisította cége könyvelését, hogy ne derüljön ki, lefizette Stormy Daniels (a képen) pornószínésznőt

2006 júliusában Stormy Daniels amerikai pornószínésznő találkozott Trumppal egy golfversenyen Nevadában. Ekkor Trump még a The Apprentice sorozat műsorvezetője volt és egy évvel korábban házasodott össze Melania Knausszal, illetve nem sokkal korábban született meg fiuk, Barron Trump. Daniels elmondása szerint Trump meghívta őt luxuslakásába a Harrah’s Lake Tahoe kaszinóban. Daniels, remélve, hogy szerepet kap a The Apprentice valóságshow-ban, lefeküdt Trumppal. 2011-ben Daniels úgy döntött, hogy eladja történetét a Life & Style celebmagazinnak 15 ezer dollárért, nem sokkal az előtt, hogy Trump elkezdte tervezni elnökségi kampányát. A milliárdos ügyvédje, Michael Cohen azzal fenyegette a magazint, hogy bepereli őket. Daniels ügynöke, Gina Rodriguez októberben kiszivárogtatta a történetet a The Dirty blognak, amely posztot Trump ügyvédjei töröltettek a weboldalról és Daniels maga tagadta a történteket.

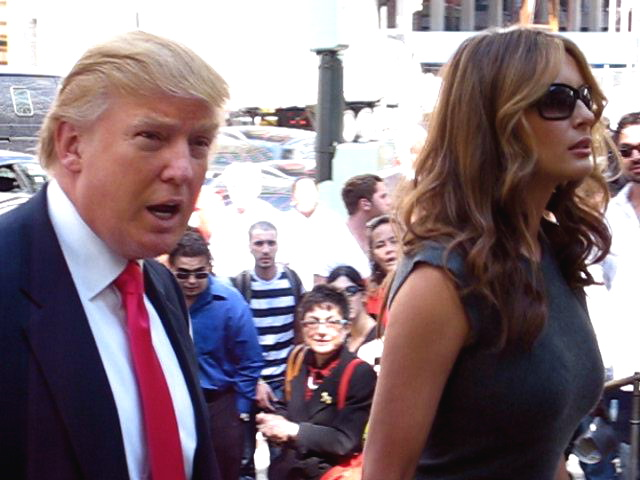
Trump, feleségével, 2006-ban

Ahogy Trump 2016-os kampánya megkezdődött, Rodriguez több magazinnal is kapcsolatba lépett és megpróbálta eladni nekik a sztorit. Ugyan egyik se egyezett bele megvételébe, a National Enquirer később írt róla, miután megjelent egy felvétel Trumpról és Billy Bush műsorvezetőről 2016 októberében, amin obszcén szavakkal illettek nőket. A National Enquirer megpróbálta elásni a történetet, hogy támogassa vele a Trump-kampányt. Ugyan a magazin nem fizetett a színésznőnek, létrehoztak egy 130 ezer dollár értékű hallgatási egyezményt Cohennel. Ahogy a választás napja közeledett, Cohen többször is halasztotta az összeg kifizetését. Keith Davidson, Daniels ügyvédje végül visszalépett a megegyezéstől 2016 októberében. Attól félve, hogy kiderülhet, hogy megpróbálta megakadályozni a viszonyról szóló cikkek megjelenését, Cohen saját pénzéből fizette le a színésznőt, egy delaware-i fedőcégen keresztül.
Trump eredetileg tagadta, hogy tudott volna arról, hogy pénzt fizettek a színésznőnek. 2018 áprilisában az Air Force One fedélzetén azt mondta egy újságírónak, hogy nem tudta, Cohen honnan szerezte a pénzt. Rudy Giuliani, Trump egyik jogásza később ennek az ellenkezőjét osztotta meg egy interjúban a Fox News csatornával, kijelentve, hogy Trump tudott a lefizetésről. Trump több csekket is írt Cohennek, összesen 420 ezer dollárért. Ezek a csekkek fizettek a hallgatási egyezményért és azért, hogy az ügyvéd befolyásoljon közvélemény-kutatásokat, hogy jobb színben tüntesse fel Trumpot. A 180 ezer dollárt, amit Cohennek fizetett később megduplázta, hogy ne csökkenjen az összeg adókat követően és még hozzáadtak 60 ezer dollárt. Ezeket a csekkeket 2017-ben állították ki, Trump elnökségének első éve alatt.
2018 januárjában a The Wall Street Journal írt először az ügyről. Cohen augusztusban bűnösnek vallotta magát nyolc vádpontban a pénzzel kapcsolatban. Bűnvallásában Cohen Trumpot is bevonta az ügybe, azt mondta, hogy a pénzösszeget egy szövetségi pozícióért induló jelölt kérésére tette meg. 2018 decemberében Cohen három év börtönbüntetést kapott.

### A Karen McDougal-viszony

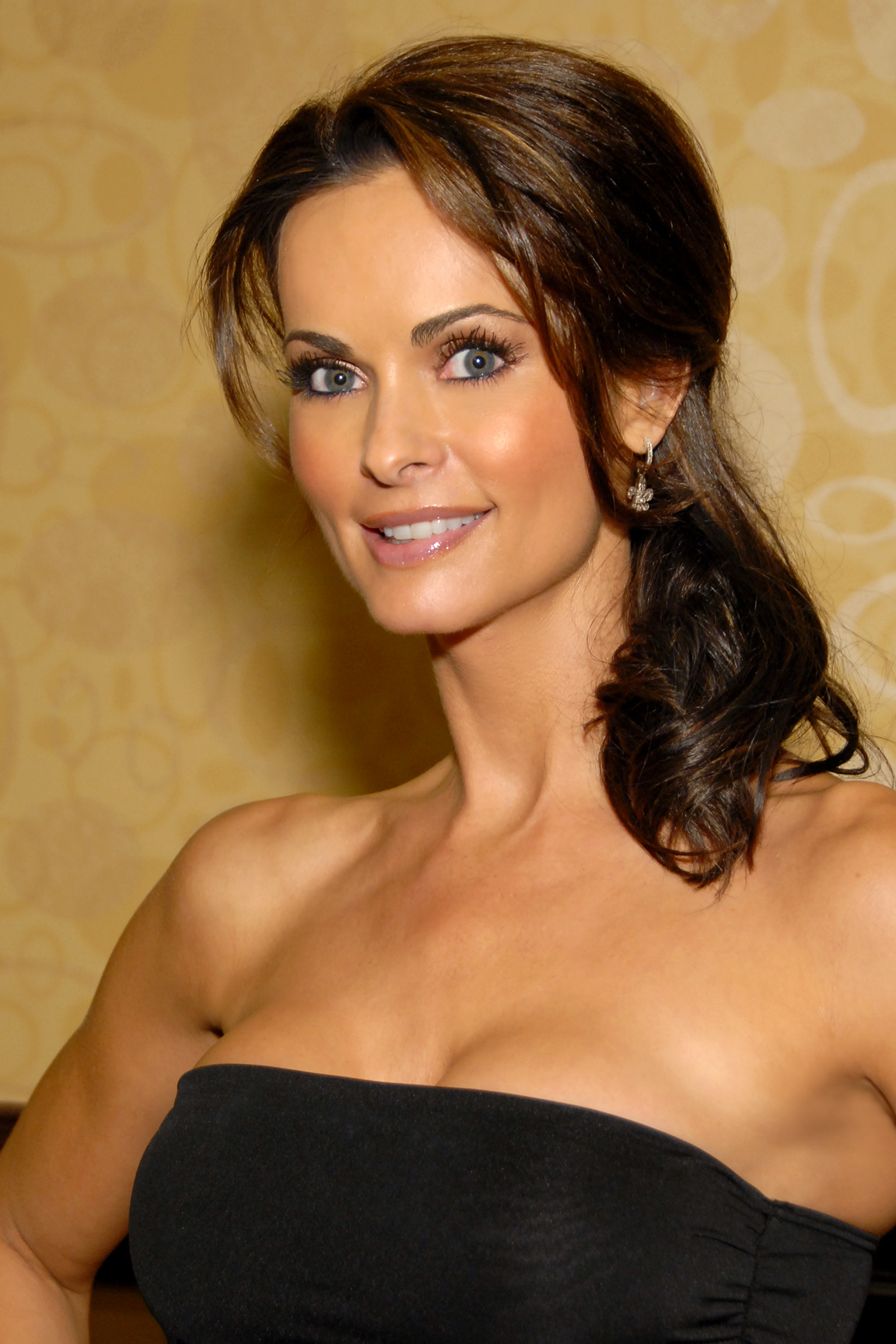
Karen McDougal, 2011-ben

2006-ban és 2007-ben Trump Karen McDougal modellel és színésznővel kezdett viszonyba. Trump 2016-os kampánya közben McDougal kapcsolatba lépett a National Enquirer szerkesztőségével, hogy eladja történetét a magazinnak. A National Enquirer, aminek tulajdonosa az American Media Inc., beleegyezett a történet megvásárlásába, azzal a céllal, hogy ne kerüljön a nyilvánosság elé, 150 ezer dollárért. A The Wall Street Journal 2016 októberében cikket írt a két fél megegyezéséről. Az 1990-es évek óta Trump nagyon jó kapcsolatban volt az American Media vezérigazgatójával, David Peckerrel, barátjának nevezte.

### Egy portás lefizetése
2018 áprilisában a The New Yorker egy cikkében megjelent Dino Sajudin, a Trump Tower korábbi portásának története. Sajudin azt nyilatkozta, hogy az 1980-as években Trumpnak gyermeke született egy, korábban az épületben dolgozó nővel folytatott viszonya következtében, majd megegyezett a történet eladásáról az American Mediával, 30 ezer dollárért. Ez a megegyezés biztosította, hogy csak a National Enquirer adhatja ki a cikket. A magazin 2015 novemberében megpróbálta bizonyítani a történet valósságát, felkeresve a nő anyját és lányát, illetve megbízva Michael Mancuso magánnyomozót. Ugyan megkérdőjelezték Sajudin kijelentéseit, több forrás is azt nyilatkozta a The New Yorkernek, hogy a Sajudinnak küldött összegek szokatlanok voltak. 2017-ben az Associated Press megpróbálta kinyomozni a történetet és közel álltak annak közzétételéhez. Ezt követően az American Media megbeszélést tartott az AP-vel a történet visszafogásáról. Azt követően, hogy a The New Yorker kapcsolatba lépett az American Mediával az üggyel kapcsolatban, az American Media egyik magazinja közzétett egy cikket, amiben azt lehetett olvasni, hogy Sajudin története hamis volt. A The New Yorker nem tudta bizonyítani Sajudin kijelentéseit.

### Manhattani nyomozás
Cohen bűnvallását követően Cyrus Vance Jr., a manhattani államügyész nyomozást indított a Trump Organization ellen, amit szüneteltettek, mikor elindult egy – az eredetitől független – szövetségi nyomozás is. 2019 júliusában szövetségi ügyészek lezárták a nyomozást és azt nyilatkozták, hogy nem fognak vádat emelni Trump ellen. A manhattani államügyész irodája ezt követően beidézte a lefizetéssel kapcsolatos dokumentumokat a Trump Organizationtől, majd később a Mazars USA könyvelőcégtől is, az elnök adóbevallását kérve az előző nyolc évből. Trump ügyvédei beperelték Vance-t, hogy felmentsék magukat a dokumentumok kiadása alól, azzal az indoklással, hogy Trump elnökként immunitással rendelkezett. A Legfelsőbb Bíróság 7–2 arányban Vance mellett szavazott, így a beidézést nem tudták megakadályozni.
2020 decemberében a nyomozás egyre intenzívebb lett, kihallgatták a Deutsche Bank és az Aon alkalmazottait is. A Legfelsőbb Bíróság 2021 februárjában ismét úgy döntött, hogy az államügyész irodájának van joga átnézni Trump adóbevallásait, amiket meg is kaptak a második döntést követően. Júliusban került vád alá a Trump Organization adócsalás vádjával. A 2021-es államügyészi választást követően Alvin Bragg vette át Vance helyét. 2022 februárjában Mark Pomerantz és Carey Dunne, akik addig a nyomozást vezették, lemondtak. Bragg a nyomozást folytatta 2022-ben és úgy döntött, hogy folytatja a Stormy Daniels-ügy részleteinek felkutatását is.
2023 januárjában az államügyészi iroda létrehozott egy 23 fős vádesküdtszéket és elkezdték bemutatni a bizonyítékot Trump szerepével kapcsolatban Daniels lefizetésében. A vádesküdtszék előtti meghallgatások hónapokig folytak a vádemelést megelőzően, leggyakrabban hétfőn és szerdán összeülve. 2023 márciusában az ügyészek jelezték, hogy a vádemelés valószínű, amit követően március 18-án Trump azt nyilatkozta, hogy a következő héten le fogják tartóztatni és kérte követőit, hogy tüntessenek, ha vád alá kerül. A Trump Tower és a bíróság épülete köré is barikádokat emeltek. Március 30-án a vádemelésről történő szavazás előtt egy ismeretlen szemtanú 30 percig tanúskodott az esküdtszék előtt.

### A vádemelés előtt
Március 18-án Trump azt írta Truth Social weboldalán, hogy le fogják tartóztatni március 21-én és tüntetésre szólította követőit, hogy „Szerezzük vissza nemzetünket!” A Time magazin szerint a volt elnök legfontosabb támogatói, illetve szélsőjobboldali csoportok, akik részt vettek a január 6-i támadásban is, nem szívesen válaszoltak a felhívásra. Március 20-án tüntetést rendezett a New York-i Fiatal Republikánus Klub, de nagyon kevesen jelentek meg, sokkal több riporter volt a helyszínen.
Március 22-én Trump ismét Truth Social fiókján osztotta meg gondolatait, ezúttal két fényképpel: az egyiken Trump szerepelt egy baseball-ütővel, a másikon pedig Alvin Bragg államügyész. A posztot később törölték és Trump elmagyarázta, hogy a kép csak azért jelent meg oldalén, mert megosztott egy cikket a National File szélsőjobboldali blogról, ami felhasználta a két felvételt.
Március 23-án Trump azt írta Truth Socialön, hogy a „lehetséges elvesztett életek és pusztítás, amit egy ilyen hamis vád okozna, katasztrofális lenne” Amerikára nézve és így csak egy Amerikát utáló „degenerált pszichopata” emelne vádat ellene.

### Más nyomozások
Trump ellen több másik nyomozás is folyamatban van. Az egyik arról, hogy megpróbálta-e megváltoztatni a 2020-as elnökválasztás eredményei Georgiában, míg a másik Washingtonban, azzal kapcsolatban, ahogy hivatala elhagyása után titkosított dokumentumait kezelte, amiért szövetségi eljárást indítottak ellene. A Fulton megyei államügyészi iroda szerint New York-i vádemelés nem lesz befolyással a georgiai ügyre, vádakat leghamarabb 2023 első felében fognak emelni a volt elnök ellen. A 2020-as választással kapcsolatos nyomozást az Igazságügyi Minisztérium is kezdeményezett. Április 25-én egy vádesküdtszék előtt hoztak döntést egy ügyben, amiben E. Jean Carroll nemi erőszak és rágalmazás vádjával perelte be Trumpot, akit bűnösnek találtak.
Személyes ügyein kívül a Trump Organization cégét is perelték. 2022. december 6-án a céget elítélték 17 vádpontban, hivatalosan is bűnösnek nevezve a szervezetet. Letitia James főállamügyész szintén pert indított a cég ellen, a tárgyalás 2023. október 2-án kezdődik.

## Vádemelés
A manhattani vádesküdtszék március 30-án szavazta meg a vádemelést, amit követően hivatalosan április 4-én helyezték vád alá, 14:15-kor. Ezt követően részt vett első meghallgatásán, amin azt vallotta, nem bűnös, így a jövőben meg fog kezdődni tárgyalása. Ha bűnösnek találják, akkor lesz csak hivatalosan is elítélve.
A vádak a Stormy Daniels-nek fizetett pénzzel kapcsolatban születtek meg, ami a kampány-költségvetési törvényt sértheti, mivel segített Trump megválasztásában. Ezek mellett a pénzösszeg „jogi kiadás” néven volt megnevezve Trump költségvetésében. New York-i törvények szerint az üzleti dokumentumok meghamisítása csak kisebb szabálysértésnek számít, de bűncselekmény is lehet, ha egy másik bűncselekmény leplezésének céljával történt. A korábbi állami jog, míg az utóbbi szövetségi.

## Vád alá helyezés

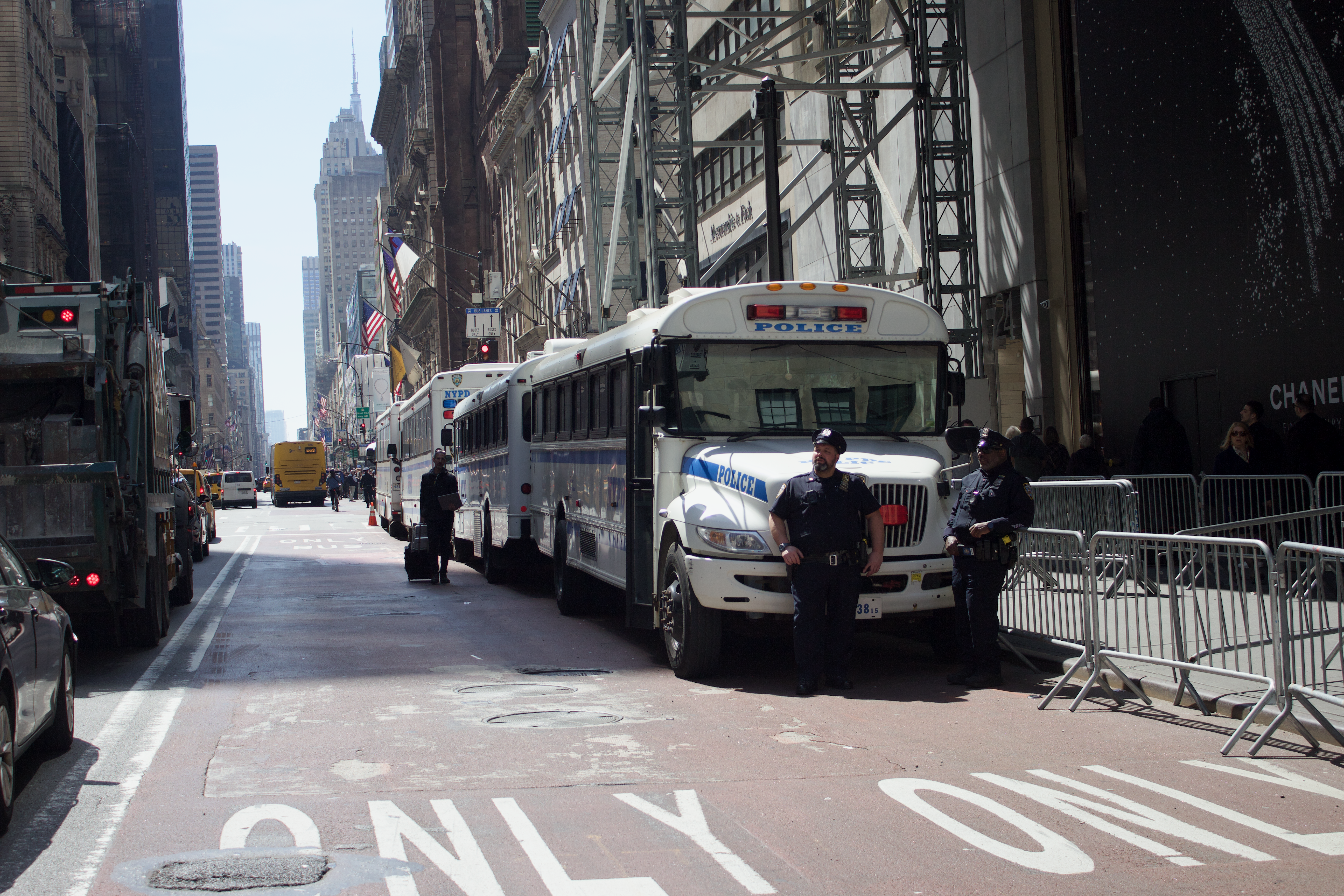
A New York-i Rendőrség lezárta a Trump Tower előtti utcát

Április 3-án Trump a LaGuardia repülőtérre repült magángépével a floridai West Palm Beachről, majd kíséretével a Trump Towerhöz utazott, ahol az éjszakát töltötte. Ezek mellett kinevezte Paul Manafort korábbi ügyvédjét, aki a férfi csalással kapcsolatos ügyében védte őt. A vád alá helyezést követően Trump visszatért Floridába és beszédet mondott Mar-a-Lago rezidenciáján. Trump érkezése előtt a rendőrség jelenléte megemelkedett New Yorkban, de nem volt valós veszély erőszakra. Eric Adams, New York polgármestere arra kérte a tüntetőket, hogy maradjanak békések. Merchan úgy döntött, hogy nem lesznek kamerák a bíróságon a vád alá helyezés folyamata közben, csak öt fényképész jelenlétét engedélyezte, illetve a tárgyalóterem üvegajtajait is eltakarták, ami egy átlagos meghallgatás közben nem történne meg.

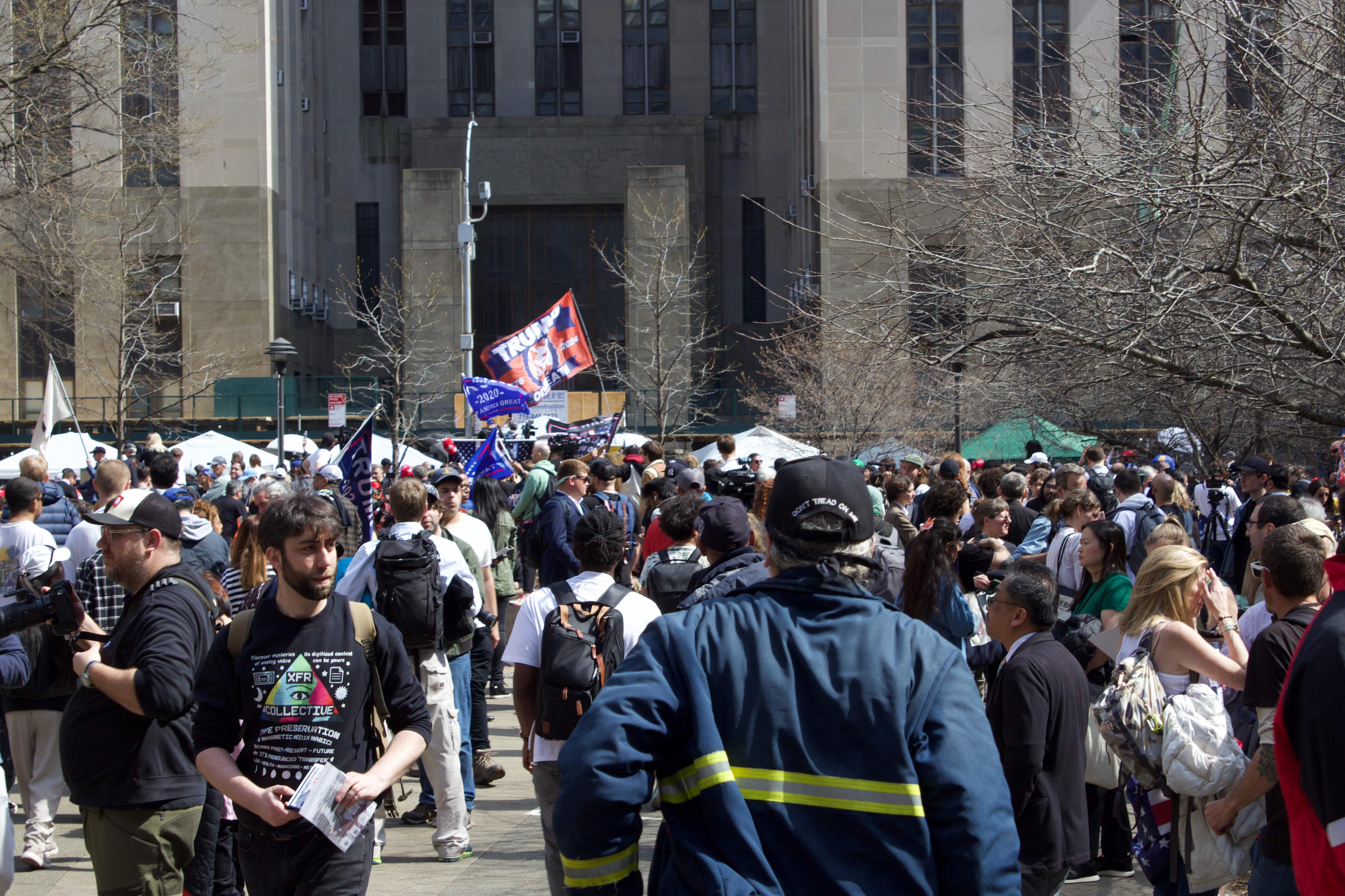
Trump követői a bíróság előtt

Nem készült róla hivatalos rendőrségi fénykép és bilincsbe se került Trump. A volt elnök 13:10-kor hagyta el tornyát, hogy a városba utazzon tizenkét járműves kíséretével. Tizenhárom perccel később érkezett meg a bírósághoz, az egyik hátsó bejáraton keresztül lépett az épületbe, amit követően azonnal őrizetbe vették. Egy órával később hagyta el az államügyész irodáját, hogy a tárgyalóterembe menjen. Nem sokkal azt követően, hogy nem bűnösnek vallotta magát, elhagyta a bíróságot és kíséretével a LaGuardia repülőtérre utazott, hogy visszatérjen Floridába. Merchan felszólította Trumpot, hogy ne használja közösségi média oldalait, hogy erőszakra buzdítsa követőit.

### Vádak
A vádemelés szerint Trump 34 dokumentumhamisítással kapcsolatos bűncselekményt követett el. Ezek szerint megszegett választási törvényeket és több New York-i cég könyvelését is meghamisította, nem létező pénzösszegeket feltüntetve a dokumentumokban. Annak ellenére, hogy az összeesküvés szó nem szerepelt az államügyész által kiadott ténydokumentumban, a szöveg megfogalmazása arra utalt, azt írva, hogy Trump „véghezvitt egy illegális tervet,” hogy „befolyásolja a 2016-os elnökválasztást.”
| Vádak listája                                                                       | Vádak listája |
| Vád                                                                                 | Leírás |
| ----------------------------------------------------------------------------------- | --- |
| 1. Könyvelési dokumentumok meghamisítása első fokon (Büntető törvénykönyv §175.10)  | Egy Michael Cohen által 2017. február 14-én kiállított számla felvétele a Donald J. Trump Revocable Trust könyveibe, azzal a céllal, hogy álcázzon egy másik bűncselekményt. |
| 2. Könyvelési dokumentumok meghamisítása első fokon (Büntető törvénykönyv §175.10)  | A Donald J. Trump Revocable Trust Részletes Főkönyv dokumentumába való bejegyzés (bizonylatszám: 842457) felvétele, azzal a céllal, hogy álcázzon egy másik bűncselekményt.  |
| 3. Könyvelési dokumentumok meghamisítása első fokon (Büntető törvénykönyv §175.10)  | A Donald J. Trump Revocable Trust Részletes Főkönyv dokumentumába való bejegyzés (bizonylatszám: 842460) felvétele, azzal a céllal, hogy álcázzon egy másik bűncselekményt.  |
| 4. Könyvelési dokumentumok meghamisítása első fokon (Büntető törvénykönyv §175.10)  | Egy számla (számlaszám: 000138) hamis felvétele a Donald J. Trump Revocable Trust könyveibe, azzal a céllal, hogy álcázzon egy másik bűncselekményt.                         |
| 5. Könyvelési dokumentumok meghamisítása első fokon (Büntető törvénykönyv §175.10)  | Egy Michael Cohen által 2017. február 16-án kiállított számla felvétele a Donald J. Trump Revocable Trust könyveibe, azzal a céllal, hogy álcázzon egy másik bűncselekményt. |
| 6. Könyvelési dokumentumok meghamisítása első fokon (Büntető törvénykönyv §175.10)  | A Donald J. Trump Revocable Trust Részletes Főkönyv dokumentumába való bejegyzés (bizonylatszám: 846907) felvétele, azzal a céllal, hogy álcázzon egy másik bűncselekményt.  |
| 7. Könyvelési dokumentumok meghamisítása első fokon (Büntető törvénykönyv §175.10)  | Egy számla (számlaszám: 000147) hamis felvétele a Donald J. Trump Revocable Trust könyveibe, azzal a céllal, hogy álcázzon egy másik bűncselekményt.                         |
| 8. Könyvelési dokumentumok meghamisítása első fokon (Büntető törvénykönyv §175.10)  | Egy Michael Cohen által 2017. április 13-án kiállított számla felvétele Donald J. Trump könyveibe, azzal a céllal, hogy álcázzon egy másik bűncselekményt.                   |
| 9. Könyvelési dokumentumok meghamisítása első fokon (Büntető törvénykönyv §175.10)  | Donald J. Trump Részletes Főkönyv dokumentumába való bejegyzés (bizonylatszám: 858770) felvétele, azzal a céllal, hogy álcázzon egy másik bűncselekményt.                    |
| 10. Könyvelési dokumentumok meghamisítása első fokon (Büntető törvénykönyv §175.10) | Egy számla (számlaszám: 002740) hamis felvétele Donald J. Trump könyveibe, azzal a céllal, hogy álcázzon egy másik bűncselekményt.                                           |
| 11. Könyvelési dokumentumok meghamisítása első fokon (Büntető törvénykönyv §175.10) | Egy Michael Cohen által 2017. május 22-én kiállított számla felvétele Donald J. Trump könyveibe, azzal a céllal, hogy álcázzon egy másik bűncselekményt.                     |
| 12. Könyvelési dokumentumok meghamisítása első fokon (Büntető törvénykönyv §175.10) | Donald J. Trump Részletes Főkönyv dokumentumába való bejegyzés (bizonylatszám: 855331) felvétele, azzal a céllal, hogy álcázzon egy másik bűncselekményt.                    |
| 13. Könyvelési dokumentumok meghamisítása első fokon (Büntető törvénykönyv §175.10) | Egy számla (számlaszám: 002700) hamis felvétele Donald J. Trump könyveibe, azzal a céllal, hogy álcázzon egy másik bűncselekményt.                                           |
| 14. Könyvelési dokumentumok meghamisítása első fokon (Büntető törvénykönyv §175.10) | Egy Michael Cohen által 2017. június 16-án kiállított számla felvétele Donald J. Trump könyveibe, azzal a céllal, hogy álcázzon egy másik bűncselekményt.                    |
| 15. Könyvelési dokumentumok meghamisítása első fokon (Büntető törvénykönyv §175.10) | Donald J. Trump Részletes Főkönyv dokumentumába való bejegyzés (bizonylatszám: 858772) felvétele, azzal a céllal, hogy álcázzon egy másik bűncselekményt.                    |
| 16. Könyvelési dokumentumok meghamisítása első fokon (Büntető törvénykönyv §175.10) | Egy számla (számlaszám: 002741) hamis felvétele Donald J. Trump könyveibe, azzal a céllal, hogy álcázzon egy másik bűncselekményt.                                           |
| 17. Könyvelési dokumentumok meghamisítása első fokon (Büntető törvénykönyv §175.10) | Egy Michael Cohen által 2017. július 11-én kiállított számla felvétele Donald J. Trump könyveibe, azzal a céllal, hogy álcázzon egy másik bűncselekményt.                    |
| 18. Könyvelési dokumentumok meghamisítása első fokon (Büntető törvénykönyv §175.10) | Donald J. Trump Részletes Főkönyv dokumentumába való bejegyzés (bizonylatszám: 861096) felvétele, azzal a céllal, hogy álcázzon egy másik bűncselekményt.                    |
| 19. Könyvelési dokumentumok meghamisítása első fokon (Büntető törvénykönyv §175.10) | Egy számla (számlaszám: 002781) hamis felvétele Donald J. Trump könyveibe, azzal a céllal, hogy álcázzon egy másik bűncselekményt.                                           |
| 20. Könyvelési dokumentumok meghamisítása első fokon (Büntető törvénykönyv §175.10) | Egy Michael Cohen által 2017. augusztus 1-én kiállított számla felvétele Donald J. Trump könyveibe, azzal a céllal, hogy álcázzon egy másik bűncselekményt.                  |
| 21. Könyvelési dokumentumok meghamisítása első fokon (Büntető törvénykönyv §175.10) | Donald J. Trump Részletes Főkönyv dokumentumába való bejegyzés (bizonylatszám: 863641) felvétele, azzal a céllal, hogy álcázzon egy másik bűncselekményt.                    |
| 22. Könyvelési dokumentumok meghamisítása első fokon (Büntető törvénykönyv §175.10) | Egy számla (számlaszám: 002821) hamis felvétele Donald J. Trump könyveibe, azzal a céllal, hogy álcázzon egy másik bűncselekményt.                                           |
| 23. Könyvelési dokumentumok meghamisítása első fokon (Büntető törvénykönyv §175.10) | Egy Michael Cohen által 2017. szeptember 11-én kiállított számla felvétele Donald J. Trump könyveibe, azzal a céllal, hogy álcázzon egy másik bűncselekményt.                |
| 24. Könyvelési dokumentumok meghamisítása első fokon (Büntető törvénykönyv §175.10) | Donald J. Trump Részletes Főkönyv dokumentumába való bejegyzés (bizonylatszám: 868174) felvétele, azzal a céllal, hogy álcázzon egy másik bűncselekményt.                    |
| 25. Könyvelési dokumentumok meghamisítása első fokon (Büntető törvénykönyv §175.10) | Egy számla (számlaszám: 002908) hamis felvétele Donald J. Trump könyveibe, azzal a céllal, hogy álcázzon egy másik bűncselekményt.                                           |
| 26. Könyvelési dokumentumok meghamisítása első fokon (Büntető törvénykönyv §175.10) | Egy Michael Cohen által 2017. október 18-án kiállított számla felvétele Donald J. Trump könyveibe, azzal a céllal, hogy álcázzon egy másik bűncselekményt.                   |
| 27. Könyvelési dokumentumok meghamisítása első fokon (Büntető törvénykönyv §175.10) | Donald J. Trump Részletes Főkönyv dokumentumába való bejegyzés (bizonylatszám: 872654) felvétele, azzal a céllal, hogy álcázzon egy másik bűncselekményt.                    |
| 28. Könyvelési dokumentumok meghamisítása első fokon (Büntető törvénykönyv §175.10) | Egy számla (számlaszám: 002944) hamis felvétele Donald J. Trump könyveibe, azzal a céllal, hogy álcázzon egy másik bűncselekményt.                                           |
| 29. Könyvelési dokumentumok meghamisítása első fokon (Büntető törvénykönyv §175.10) | Egy Michael Cohen által 2017. november 20-án kiállított számla felvétele Donald J. Trump könyveibe, azzal a céllal, hogy álcázzon egy másik bűncselekményt.                  |
| 30. Könyvelési dokumentumok meghamisítása első fokon (Büntető törvénykönyv §175.10) | Donald J. Trump Részletes Főkönyv dokumentumába való bejegyzés (bizonylatszám: 876511) felvétele, azzal a céllal, hogy álcázzon egy másik bűncselekményt.                    |
| 31. Könyvelési dokumentumok meghamisítása első fokon (Büntető törvénykönyv §175.10) | Egy számla (számlaszám: 002980) hamis felvétele Donald J. Trump könyveibe, azzal a céllal, hogy álcázzon egy másik bűncselekményt.                                           |
| 32. Könyvelési dokumentumok meghamisítása első fokon (Büntető törvénykönyv §175.10) | Egy Michael Cohen által 2017. december 1-én kiállított számla felvétele Donald J. Trump könyveibe, azzal a céllal, hogy álcázzon egy másik bűncselekményt.                   |
| 33. Könyvelési dokumentumok meghamisítása első fokon (Büntető törvénykönyv §175.10) | Donald J. Trump Részletes Főkönyv dokumentumába való bejegyzés (bizonylatszám: 877785) felvétele, azzal a céllal, hogy álcázzon egy másik bűncselekményt.                    |
| 34. Könyvelési dokumentumok meghamisítása első fokon (Büntető törvénykönyv §175.10) | Egy számla (számlaszám: 003006) hamis felvétele Donald J. Trump könyveibe, azzal a céllal, hogy álcázzon egy másik bűncselekményt.                                           |

1. ↑  Az összes feltüntetett dokumentum a Trump Organization felügyeletében készült.

## Bírósági tárgyalás

### A tárgyalás előtti időszak
A vád alá helyezés közben a bíróság több határidőt is megszabott, többek között megadva a dátumot, mire az ügyészeknek meg kell mutatniuk bizonyítékukat az ügyvédeknek. A két fél 2023. augusztus 8-ig adhat be indítványokat. Trump ügyvédje, Joe Tacopina azt nyilatkozta, hogy be fognak adni egy indítványt a vádemelés elutasítására. Ezek mellett lehetséges, hogy kérni fogják, hogy a Trump elleni bűncselekményként emelt vádakat minősítsék szabálysértéseknek. Az ügyészek szeptember 19-ig válaszolhatnak az indítványokra.
Az április 4-i vád alá helyezésen Merchan a következő meghallgatás dátumát december 4-re helyezte, New Yorkban. A volt elnök ügyvédjei beadtak egy kérvényt, hogy Trump online jelenhessen meg a meghallgatáson, amit a bíróság elutasított.

### A tárgyalás
A vád alá helyezés közben több esetleges dátum is szóba esett a tárgyalás kezdetével kapcsolatban, az ügyészek 2024 januárját javasolták, míg Trump ügyvédjei ezt ellenezték és inkább azon év végére helyezték volna a tárgyalást. Ahogy azt máskor is tette, Trump ismét azt a taktikát választotta, hogy támadja az ügyészeket, megpróbálva addig halasztani a folyamatot, amíg csak lehet, lehetőleg 2024 végéig, a kampány utolsó hónapjaiba. A tárgyalásra végül 2024 áprilisában és májusában került sor. A szemtanúk közé tartozott David Pecker, Keith Davidson, Hope Hicks, Stormy Daniels, Madeleine Westerhout és Michael Cohen.

#### Az ügyészek szemtanúi
| Dátum                  | Név                                                                    | Szerep                                              |
| ---------------------- | ---------------------------------------------------------------------- | --------------------------------------------------- |
| április 22.            | David Pecker                                                           | A National Enquirer lap tulajdonosa                 |
| április 23.            | David Pecker                                                           | A National Enquirer lap tulajdonosa                 |
| április 25.            | David Pecker                                                           | A National Enquirer lap tulajdonosa                 |
| április 26.            | David Pecker                                                           | A National Enquirer lap tulajdonosa                 |
| Rhona Graff            | Donald Trump asszisztense                                              |                                                     |
| Gary Farro             | A First Republic bankárja                                              |                                                     |
| Gary Farro             | A First Republic bankárja                                              | április 30.                                         |
| Robert Browning        | A C-SPAN archívuma igazgatója                                          |                                                     |
| Phillip Thompson       | Az Esquire Deposition Solutions regionális igazgatója                  |                                                     |
| Keith Davidson         | Stormy Daniels korábbi ügyésze                                         |                                                     |
| Keith Davidson         | Stormy Daniels korábbi ügyésze                                         | május 2.                                            |
| Douglas Daus           | A manhattani kerületi bíróság kriminalisztikai számítógépes szakértője |                                                     |
| május 3.               | Hope Hicks                                                             | A Fehér Ház korábbi kommunikációs igazgatója        |
| május 6.               | Jeffrey McConney                                                       | A Trump Organization korábbi számvevője             |
| május 6.               | Deborah Tarasoff                                                       | A Trump Organization egyik könyvelési alkalmazottja |
| május 7.               | Sally Franklin                                                         | A Penguin Books igazgatóságának tagja               |
| május 7.               | Stormy Daniels                                                         | A hallgatási pénzt kapó személy                     |
| május 9.               | Stormy Daniels                                                         | A hallgatási pénzt kapó személy                     |
| Rebecca Manochio       | A Trump Organization könyvelője                                        |                                                     |
| Tracey Menzies         | A HarperCollins alelnöke                                               |                                                     |
| Madeleine Westerhout   | Korábbi műveleti igazgató az Ovális Irodában                           |                                                     |
| Madeleine Westerhout   | Korábbi műveleti igazgató az Ovális Irodában                           | május 10.                                           |
| Jennie Tomalin         | A Verizon elemzője                                                     |                                                     |
| Daniel Dixon           | Az AT&T elemzője                                                       |                                                     |
| Jaden Jarmel-Schneider | A manhattani kerületi bíróság ügyvédsegédje                            |                                                     |
| Georgia Longstreet     | A manhattani kerületi bíróság ügyvédsegédje                            |                                                     |
| május 13.              | Michael Cohen                                                          | Közvetítő Trump és Daniels között                   |
| május 14.              | Michael Cohen                                                          | Közvetítő Trump és Daniels között                   |
| május 16.              | Michael Cohen                                                          | Közvetítő Trump és Daniels között                   |
| május 20.              | Michael Cohen                                                          | Közvetítő Trump és Daniels között                   |

##### Stormy Daniels
Stormy Daniels tanúvallomása május 7-én zajlott, öt órán keresztül, majd május 9-én folytatódott. Vallomása szerint 2006-ban találkozott először Trumppal, Lake Tahoe városában és részletesen megosztotta tapasztalatát a páros szexuális kapcsolatáról, ami előtt Trump meghívta egy vacsorára. Daniels azt nyilatkozta, hogy Trump nem viselt óvszert és, hogy a találkozás közben a nő „a plafonra bámultam, azon gondolkozva, hogyan jutottam ide,” annak ellenére, hogy nem volt drogok vagy alkohol hatása alatt. Elmondása szerint nem emlékszik tökéletesen az eseményre, de traumatikus volt. Kijelentette, hogy ez volt az egyetlen alkalom, amikor szexuális kapcsolatba léptek. Daniels szerint Trump felajánlotta neki, hogy részt vehet a The Apprentice valóságshowban, amit később többször is megismételt. A volt elnök Danielsnek a honey bunch becenevet adta és többször is megkérdezte, hogy mikor fognak újra találkozni. A színésznő hozzátette, hogy többször is találkozott Trumppal, egyszer a Trump Towerben is meglátogatta. Utolsó találkozásuk 2007-ben volt, Los Angeles városában.
Annak ellenére, hogy elfogadta a pénzt a titoktartásért, Daniels kijelentette, hogy nem a pénz motiválta (bár Gina Rodriguezzel lefolytatott üzenetei azt mutatták, hogy igen hajlandó volt a fizetség elfogadására) és hozzátette, hogy nem volt része a tárgyalásoknak az összegről. Daniels több fontos részletet is megosztott a lefizetésről, amik közé tartozott, hogy valaki megfenyegette egy Las Vegas-i parkolóban, de azt a nő nem jelentette, mert félt, hogy az mérgessé tette volna a volt elnököt. Beismerte, hogy a megegyezés megszegése egy millió dollárba került volna számára.
Daniels vallomása közben Merchannak többször is fel kellett szólítania a nőt, hogy térjen vissza az eredeti kérdésre, mert többször is sokkal szélesebb válaszokat adott, mint az szükséges volt. Egyszer félbe is szakította, mikor Daniels elkezdte részletezni a szexpozíciót a közösülés során. Merchan kritizálta a válaszok részletességét, például a hotelszoba méretének megosztását. Ezek mellett egyetértett a védőügyvédekkel, hogy Daniels gyakran olyan részleteket osztott meg, amik jobb, ha a két fél között maradnak, de megtagadta a felkérésüket a tárgyalás újrakezdésére. Azt követően, hogy a bíró az ügyészeket felszólította, hogy Danielst rövidebb válaszok adására kérjék, a színésznő így folytatta vallomását.
Daniels azt nyilatkozta, hogy jogásza, Keith Davidson, 130 ezer dollárt kapott, amiből a nő része 96 ezer volt és beismerte, hogy 2018. január 10-én aláírt egy közleményt, amiben tagadta a szexuális kapcsolatot a felek között. Vallomásában azt mondta, hogy ez nem volt igaz és nem is akarta aláírni azt.
Az ügyvédek megkérdőjelezték Daniels vallomását, hogy a találkozás traumatikus volt, kijelentve, hogy a pályafutása ezt megszokottá tette volna neki. Daniels megosztotta, hogy csak akkor jött rá, hogy a találkozás célja a szex volt, mikor elhagyta Trump fürdőszobáját hotelszobájában és az üzletembert alsónadrágjában találta, amit nem várt volna egy nála „kétszer olyan idős férfitól.” Daniels elismerte, hogy kapcsolatba lépett Gloria Allred szexuális zaklatással foglalkozó ügyvéddel arról, hogy beperelje Trumpot. A védelem kérdései leginkább azzal a váddal voltak kapcsolatban, hogy valaki megfenyegette Danielst egy parkolóban. Annak ellenére, hogy elfogadta a pénzt, Daniels fenntartotta véleményét, hogy csak meg akarta osztani a történteket.
Május 9-én Daniels befejezte vallomását. Susan Necheles többször is nyomást helyezett a színésznőre vallomásával kapcsolatban, megkérdőjelezve annak valósságát. Merchan ismét megtagadta a kérést a tárgyalás újrakezdésére.

### Az esküdtszék döntése
Május 28-án, annak ellenére, hogy döntés nem született, a CBS információja szerint elkezdtek felkészülni állami és szövetségi ügynökségek egy esetleges bebörtönzésre.
Az esküdtszék május 29-én kezdte meg a döntéshozatali folyamatot, néhány óra elteltével kérték Pecker és Cohen vallomásainak felolvasását, ami főleg 2015 augusztusára fókuszált.
Május 30-án minden vádpontban bűnösnek találták a volt elnököt.
Az elítélési folyamatra július 11-én kerül sor. Mindegyik vádpontban négy év börtönre ítélhetik a volt elnököt, amiket egymás után kéne letöltenie. A bíró dönthet úgy is, hogy egyáltalán nem szab ki börtönbüntetést. Az se állítaná meg Trumpot attól, hogy elnök legyen, ha elítélik és 2023 áprilisában azt is nyilatkozta a Fox News műsorán, hogy nem lépne vissza jelöltségétől, akkor se, ha bűnösnek találják.

## Elítélés
Trump elítélését először július 11-re helyezték. Július 1-én Trump ügyvédje arra kérte a bírót, hogy halassza el ítélete meghozatalát a Trump kontra Egyesült Államok immunitás ügy következtében. Ugyan ebbe a bíróság beleegyezett, kijelentették, hogy Trump ügyvédjeinek a pozíciója az esetben gyenge. Az új dátumként szeptember 18-át jelölték meg.
Augusztus 14-én Trump ügyvédjei arra kérték a bírót, hogy halassza el az ítéletet a választás utánig. Augusztus 29-én Trump ügyvédjei felkérték New York déli kerületi Bíróságát, hogy vegye át az ügyet, mert szerintük a szeptemberi dátum választási csalásnak számított. Alvin Hellerstein bíró ezt szeptember 3-án elutasította. Három nappal később Merchan elhalasztotta az elítélés dátumát november 26-ra, a 2024-es elnökválasztás utánra. A választás után, amelyet Trump megnyert, a bíróság felfüggesztette az ügyet második elnöksége végéig, de végül január 3-án úgy döntöttek, hogy egy héttel későbbre ismét kitűzik a döntéshozatal dátumát.
Január 8-án Trump fellebbezte a két nappal később várható elítélést a szövetségi Legfelsőbb Bíróságon, arra hivatkozva, hogy megválasztott elnökként immunitással rendelkezik. A bíróság elutasította a keresetet, és Trumpot január 10-én elítélték. Ugyan büntetést nem kapott, és feltétel nélkül elengedték, hivatalosan is bűnözővé nyilvánították.

## Reakciók

### Nyilvánosság reakciója
A vádemelés előtt közvélemény-kutatások szerint az amerikaiak többsége (56%) úgy gondolta, hogy Trump elkövetett bűncselekményeket és a nyomozás elvégzése szükséges volt.
A vádemelés után az ABC News/Ipsos által végzett közvélemény-kutatás szerint az amerikaiak relatív többsége még mindig úgy gondolta, hogy a vádak szükségesek voltak (45%). 32% gondolta úgy, hogy a vádemelésre nem volt szükség, míg 23% azt nyilatkozta, hogy nem tudja. A kérdésekre érkező válaszok gyakran függtek a párthovatartozástól, a demokraták 88%-a és a republikánusok 16%-a gondolta úgy, hogy a vádemelésre szükség volt.

### Republikánus politikusok
Wolf Blitzernek (CNN) adott interjújában Mike Pence volt alelnök a vádemelést felháborítónak nevezte. Kongresszusi képviselők általánosan elítélték a vádemelést és azt mondták, hogy az igazságszolgáltatás fegyverré tétele. Kevin McCarthy házelnök Twitteren azt írta, hogy „Alvin Bragg jóvátehetetlenül kárt tett országunkban azért, hogy beleavatkozzon elnökválasztásunkba. Rutinosan szabaddá enged erőszakos bűnözőket, hogy terrorizálhassák a népet és közben fegyverévé alakította az igazságszolgáltatásunk szent rendszerét Donald Trump elnök ellen. Az amerikai nép nem fogja ezt az igazságtalanságot tolerálni, a Képviselőház felelősségre fogja vonni Alvin Bragget és példátlan hatalommal való visszaélését.” Jim Jordan, a Képviselőház jogi bizottságának elnöke mindössze annyit nyilatkozott, hogy „Felháborító.”
Ron DeSantis, Florida kormányzója, amelyik államban Trump is lakik, azt nyilatkozta, hogy ha szóba esne, az állam nem fogja segíteni a volt elnök kiadatását New Yorkba. A Legfelsőbb Bíróság korábban úgy döntött a Puerto Rico v. Branstad ügyben, hogy kormányzók nem állhatnak ellen más államok kiadatási kérelmének az alkotmány negyedik cikkelye értelmében és, ha szükséges szövetségi bíróságok végrehajthatják a kéréseket. Arkansas korábbi kormányzója, Asa Hutchinson és Vivek Ramaswamy is kritizálta a vádemelést.

#### Trump
Trump kiadott egy közleményt, amiben a vádemelést többek között „politikai üldözésnek” és választási csalásnak nevezte. E-maileket küldött követőinek, arra kérve őket, hogy adományozzanak neki, hogy „megvédhessük mozgalmunkat a véget nem érő boszorkányüldözésektől” és azt írta, hogy az adományoknak „1500%-os befolyása lesz.” A Trump kampány azt jelentette, hogy 24 órán belül több, mint 4 millió dollárt kaptak adományokban.
Vádemelése után egy nappal Trump kritizálta Juan Merchant, a New York-i Legfelsőbb Bíróság bíróját, aki az üggyel fog foglalkozni. Azt írta, hogy Merchan utálja őt, és cégjeit nagyon rosszul kezelte egy másik ügy során, illetve „ráerőszakolta” a Trump Organization CFO-ját, Allen Weisselberget, hogy fogadjon el egy vádalkut, annak ellenére, hogy Weisselberg az alkut saját ügyvédjei és az ügyészek jelenlétével érte el, Merchan tudta nélkül, aki azt csak később jóváhagyta. Trump azt mondta, hogy Merchant „Bragg és az ügyészek saját kezűleg választották.” A New York Daily News tudomása szerint viszont Merchan kiválasztása teljesen véletlenszerű volt, az ügyészeknek pedig nincs beleszólása a bíró kiválasztásába.

### Demokrata politikusok
Adam Schiff képviselő azt írta, hogy „Egy korábbi elnök elleni vádemelés teljesen példátlan. De ezek mellett példátlan Trump jogellenes viselkedése is.” Schiff vezette Trump első impeachment meghallgatását. A leggyakoribb kifejezés, amit a demokrata oldalról lehetett hallani az volt, hogy „senki se áll a törvények fölött.” A Biden-kormány kijelentette, hogy nem fog megszólalni az üggyel kapcsolatban, amíg a folyamat le nem zárul.

### Összeesküvés-elméletek
A vádemelést követően QAnon-hívők tulajdonában lévő fiókok elkezdtek posztokat megosztani, olyan kifejezésekkel, hogy „bízzunk a tervben” és, hogy „közeleg a vihar,” a mélyállammal kapcsolatos összeesküvés-elméletekre utalva. Más összeesküvés-elméletek megpróbáltak kapcsolatot találni Soros György és Bragg között, ezeket Trump, DeSantis, J. D. Vance, Ron Johnson szenátorok, Greg Abbott texasi kormányzó és Anna Paulina Luna, illetve Paul Gosar képviselők is népszerűsítették, „Soros D.A.”-nek nevezve az államügyészt. Ugyan Soros tényleg adományozott a Color of Change igazságszolgáltatási reformcsoportnak, csak egyike a sok adományozónak és soha nem volt kapcsolatban Braggel. Fenyegetések is elhangzottak a milliárdos és az államügyész felé, egyesek felszólították társaikat, hogy fegyveres erővel védjék Trump rezidenciáját, a Mar-a-Lagót, de erről nem végül született közös megegyezés.

## Fordítás
Ez a szócikk részben vagy egészben  az   Indictment of Donald Trump című angol Wikipédia-szócikk ezen változatának fordításán alapul.  Az eredeti cikk szerkesztőit annak laptörténete sorolja fel. Ez a jelzés csupán a megfogalmazás eredetét és a szerzői jogokat jelzi, nem szolgál a cikkben szereplő információk forrásmegjelöléseként.